# Федеральный закон № 44-ФЗ 2013 года
Федеральный закон № 44-ФЗ от 5 апреля 2013 года «О контрактной системе в сфере закупок товаров, работ, услуг для обеспечения государственных и муниципальных нужд» — Федеральный закон Российской Федерации, регламентирующий порядок осуществления закупок товаров, работ и услуг для обеспечения государственных и муниципальных нужд, заключение контрактов и их исполнение. Данный закон с 1 января 2014 года отменяет действия Федерального закона № 94-ФЗ от 2005 года.

## Предмет 44-ФЗ
Федеральный закон № 44-ФЗ регулирует весь комплекс отношений между заказчиком и поставщиком товаров, услуг и работ для государственных и муниципальных нужд, а также нужд бюджетных учреждений начиная с этапа планирования закупок. ФЗ-44 устанавливает единый порядок процедуры размещения заказа на всей территории РФ, а также устанавливает способы определения поставщика и процедуру заключения государственных и муниципальных контрактов.
Помимо указанного закона поставки для государственных нужд регулируются Гражданским кодексом РФ и Бюджетным кодексом РФ. Особенности поставок отдельных групп товаров и услуг регламентируются специальными законодательными актами.
Действие ФЗ-44 не распространяется на закупки, поставщиками в которых являются международные финансовые организации, созданные на основании международных договоров, закупки драгоценных металлов и драгоценных камней для пополнения Государственного фонда драгоценных металлов и драгоценных камней РФ, а также закупки товаров, работ, услуг для обеспечения безопасности лиц, подлежащих государственной защите, в соответствии с Федеральный закон от 20.08.2004 № 119-ФЗ «О государственной защите потерпевших, свидетелей и иных участников уголовного судопроизводства» и Федеральный закон от 20.04.1995 № 45-ФЗ «О государственной защите судей, должностных лиц правоохранительных и контролирующих органов».

## Цели 44-ФЗ
- повышение эффективности, результативности осуществления закупок товаров, работ, услуг;
- обеспечение гласности и прозрачности осуществления закупок;
- предотвращение коррупции и других злоупотреблений в сфере закупок.

## Принципы 44-ФЗ
Контрактная система в сфере закупок основывается на принципах:
- открытости и прозрачности информации о контрактной системе в сфере закупок,
- обеспечения конкуренции,
- профессионализма заказчиков,
- стимулирования инноваций,
- единства контрактной системы в сфере закупок,
- ответственности за результативность обеспечения государственных и муниципальных нужд, эффективности осуществления закупок.

## Основные отличия 44-ФЗ от 94-ФЗ
- Единая информационная система
- Новые правила обеспечения заявки и контракта
- Реестр банковских гарантий
- Конкурентные способы определения поставщиков (подрядчиков и исполнителей)
- Заключение, исполнение, изменение и расторжение контракта
- Антидемпинговые меры
- Условия для участников закупок в Контрактной системе — активное участие в тендерах, квалификация участника, опыт работы, деловая репутация